# 瑪麗安娜·馬迪亞
瑪麗安娜·馬迪亞（義大利語：Marianna Madia，發音：[mariˈanna maˈdiːa]；1980年5月9日—）是一名義大利民主黨的政治家以及從2008年開始擔任眾議院的成員，2014年2月22日正式成為公共行政部長。

## 外部連結
- 瑪麗亞·安娜·米蒂亞的官方網站 （页面存档备份，存于） （意大利文）